# Jordan McRae
Jordan Tyler McRae (Savannah, 28 marzo 1991) è un cestista statunitense.

## Carriera
Dopo quattro stagioni in NCAA con i Tennessee Volunteers (di cui l'ultima chiusa con quasi 19 punti di media a partita) viene scelto alla 58ª chiamata del Draft 2014 dai San Antonio Spurs, nello stesso giorno viene ceduto ai Philadelphia 76ers assieme a Cory Jefferson in cambio di Nemanja Dangubić.

### Australia: Melbourne United (2015-2016)
Successivamente si accasò agli australiani del Melbourne United.

### D-League: Delaware 87ers (2015-2016)
Il 6 Marzo 2015 va a giocare in D-League nei Delaware 87ers, squadra affiliata ai Philadelphia 76ers.

### NBA (2016-2017)

#### Parentesi ai Phoenix Suns (2016)
Il 30 gennaio 2016 firmò un contratto di 10 giorni con i Phoenix Suns. Ha fatto il suo esordio in NBA il giorno stesso nella partita esterna persa 102-84 contro i New York Knicks. Il 9 febbraio 2016 firmò un altro contratto di 10 giorni con i Suns.
McRae rimise con i Suns fino al 19 febbraio 2016, ultimo giorno del suo secondo contratto.

#### Cleveland Cavaliers (2016-2017)
Il 29 febbraio 2016 firma un contratto di 10 giorni con i Cleveland Cavaliers.
Seppur non giochi tanto (né a livello di presenze, né a livello di minuti a partita), McRae convince la squadra a tenerlo fino alla fine della stagione. Il 14 Aprile 2016 nell'ultima gara della stagione regolare, gioca per la prima volta da titolare in carriera in NBA contro i Detroit Pistons; lui rimane in campo per 47 minuti in cui mette a segno il career-high di 36 punti, e anche 4 rimbalzi e 7 assist. Segna anche la tripla decisiva per mandare la partita all'overtime; tuttavia la squadra perderà la partita 112-110.
Nei play-off, McRae giocò solo due partite, ma comunque la squadra a fine anno vinse l'anello, che a oggi è il primo e unico della carriera di McRae.
Il 29 giugno 2016, la dirigenza dei Cavs decise di esercitare la team option sul contratto di McRae, rinnovando così il suo contratto con la franchigia dell'Ohio. Il 5 gennaio 2017 segnò 21 punti nella partita interna persa 106-94 contro i Chicago Bulls.  Il 2 Marzo 2017 venne tagliato per fare spazio nel roster al free agent, che era stato appena svincolato dai Philadelphia 76ers, Andrew Bogut.

### Europa (2017-2018)

#### Saski Baskonia (2017-2018)
Il 20 agosto 2017 firmò in Europa con il Saski Baskonia.

### Ritorno in NBA (2018-)

#### Washington Wizards (2018-)
L'11 settembre 2018 fece ritorno in NBA stilando un two-way contract con gli Washington Wizards.

## Statistiche

### College
| Anno      | Squadra          | PG  | PT | MP   | TC%  | 3P%  | TL%  | RP  | AP  | PRP | SP  | PP   |
| --------- | ---------------- | --- | -- | ---- | ---- | ---- | ---- | --- | --- | --- | --- | ---- |
| 2010-2011 | Tenn. Volunteers | 10  | 0  | 5,3  | 31,6 | 11,1 | 45,5 | 0,8 | 0,0 | 0,2 | 0,4 | 1,8  |
| 2011-2012 | Tenn. Volunteers | 34  | 15 | 21,7 | 37,7 | 32,8 | 75,9 | 2,9 | 1,5 | 0,6 | 0,8 | 8,6  |
| 2012-2013 | Tenn. Volunteers | 33  | 22 | 33,5 | 42,3 | 35,5 | 77,1 | 4,1 | 2,0 | 0,8 | 0,9 | 15,7 |
| 2013-2014 | Tenn. Volunteers | 37  | 37 | 32,2 | 43,6 | 35,1 | 78,8 | 3,5 | 2,5 | 0,7 | 1,0 | 18,7 |
| Carriera  | Carriera         | 114 | 74 | 27,1 | 41,7 | 34,3 | 76,9 | 3,3 | 1,8 | 0,6 | 0,9 | 13,3 |

### NBA

#### Regular Season
| Anno       | Squadra             | PG  | PT | MP   | TC%  | 3P%  | TL%  | RP  | AP  | PRP | SP  | PP   |
| ---------- | ------------------- | --- | -- | ---- | ---- | ---- | ---- | --- | --- | --- | --- | ---- |
| 2015-2016† | Phoenix Suns        | 7   | 0  | 11,7 | 42,3 | 27,3 | 80,0 | 1,1 | 1,4 | 0,4 | 0,0 | 5,3  |
| 2015-2016† | Cleveland Cavaliers | 15  | 1  | 7,5  | 44,2 | 63,6 | 69,2 | 0,8 | 1,0 | 0,0 | 0,1 | 4,1  |
| 2016-2017  | Cleveland Cavaliers | 37  | 4  | 10,4 | 38,7 | 35,3 | 79,4 | 1,1 | 0,5 | 0,2 | 0,2 | 4,4  |
| 2018-2019  | Wash. Wizards       | 27  | 0  | 12,3 | 46,9 | 28,6 | 80,0 | 1,5 | 1,1 | 0,5 | 0,3 | 5,9  |
| 2019-2020  | Wash. Wizards       | 29  | 4  | 22,6 | 42,0 | 37,7 | 77,1 | 3,6 | 2,8 | 0,7 | 0,5 | 12,8 |
| 2019-2020  | Denver Nuggets      | 4   | 0  | 8,0  | 33,3 | 50,0 | 75,0 | 1,3 | 1,0 | 0,5 | 0,3 | 2,3  |
| 2019-2020  | Detroit Pistons     | 4   | 0  | 24,5 | 32,6 | 18,8 | 72,7 | 3,8 | 1,8 | 0,0 | 0,0 | 11,8 |
| Carriera   | Carriera            | 123 | 9  | 13,8 | 41,7 | 33,5 | 77,2 | 1,8 | 1,4 | 0,4 | 0,2 | 6,9  |

#### Play-off
| Anno     | Squadra             | PG | PT | MP  | TC% | 3P% | TL% | RP  | AP  | PRP | SP  | PP  |
| -------- | ------------------- | -- | -- | --- | --- | --- | --- | --- | --- | --- | --- | --- |
| 2016†    | Cleveland Cavaliers | 2  | 0  | 2,0 | 100 | 100 | -   | 1,0 | 0,0 | 0,0 | 0,0 | 4,5 |
| Carriera | Carriera            | 2  | 0  | 2,0 | 100 | 100 | -   | 1,0 | 0,0 | 0,0 | 0,0 | 4,5 |

### G League
| Anno      | Squadra          | PG | PT | MP   | TC%  | 3P%  | TL%  | RP  | AP  | PRP | SP  | PP   |
| --------- | ---------------- | -- | -- | ---- | ---- | ---- | ---- | --- | --- | --- | --- | ---- |
| 2014-2015 | Delaware 87ers   | 13 | 13 | 34,4 | 45,5 | 37,8 | 71,2 | 4,1 | 3,8 | 1,1 | 1,0 | 18,4 |
| 2015-2016 | Delaware 87ers   | 29 | 29 | 35,4 | 45,9 | 31,8 | 79,9 | 4,6 | 5,2 | 1,7 | 0,5 | 23,3 |
| 2018-2019 | Capital C. Go-Go | 31 | 29 | 35,9 | 48,1 | 34,1 | 84,9 | 5,0 | 3,8 | 1,4 | 0,6 | 30,3 |
| Carriera  | Carriera         | 73 | 71 | 35,5 | 46,8 | 33,9 | 81,5 | 4,6 | 4,4 | 1,6 | 0,7 | 25,4 |

### Eurolega
| Anno      | Squadra        | PG | PT | MP   | TC%  | 3P%  | TL%  | RP  | AP  | PRP | SP  | PP  |
| --------- | -------------- | -- | -- | ---- | ---- | ---- | ---- | --- | --- | --- | --- | --- |
| 2017-2018 | Saski Baskonia | 3  | 0  | 15,3 | 23,5 | 16,7 | 85,7 | 1,0 | 0,7 | 0,7 | 0,7 | 5,0 |
| Carriera  | Carriera       | 3  | 0  | 15,3 | 23,5 | 16,7 | 85,7 | 1,0 | 0,7 | 0,7 | 0,7 | 5,0 |

### Eurocup
| Anno      | Squadra          | PG | PT | MP   | TC%  | 3P%  | TL%  | RP  | AP  | PRP | SP  | PP   |
| --------- | ---------------- | -- | -- | ---- | ---- | ---- | ---- | --- | --- | --- | --- | ---- |
| 2021-2022 | Metropolitans 92 | 12 | 12 | 26,0 | 42,1 | 31,6 | 71,1 | 1,2 | 3,1 | 1,2 | 0,4 | 13,1 |
| 2022-2023 | Hapoel Tel Aviv  | 19 | 13 | 27,1 | 46,3 | 32,0 | 80,9 | 2,9 | 2,4 | 1,3 | 0,4 | 15,3 |
| Carriera  | Carriera         | 31 | 25 | 26,7 | 44,8 | 31,8 | 77,4 | 2,3 | 2,6 | 1,3 | 0,4 | 14,5 |

## Palmarès
- Campionato NBA: 1

Cleveland Cavaliers: 2016
- Samsung All-NBA Summer League First Team (2016)